# Арабески
„Арабески“ (на руски: Арабески) е книга на украинско-руския писател Николай Гогол, издадена през януари 1835 година.
Тя представлява сборник от жанрово разнородни текстове – есета на теми от историята, географията, етнографията и изкуството, както и няколко художествени произведения, сред които повестите „Портрет“, „Невски проспект“ и „Записки на един луд“. Книгата няма особен успех сред критиката, а малко по-късно и самият Гогол пише, че би предпочел тя да бъде забравена задълго.